# Bombardeio em Argel

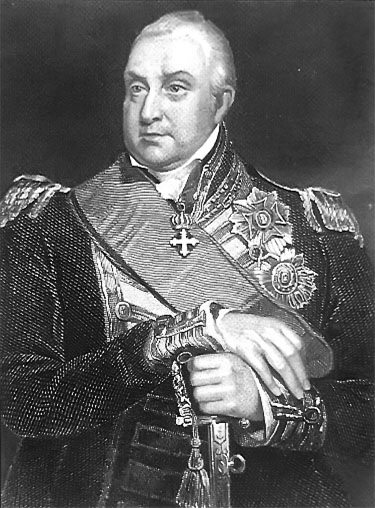
Edward Pellew, Lord Exmouth

O Bombardeio em Argel (27 de Agosto de 1816) foi uma tentativa da Grã-Bretanha de por fim nas práticas de escravidão do Dey de Argel. Uma frota Anglo-Holandesa sob o comando do Almirante Lord Exmouth bombardeou navios e as defesas do porto de Argel.
Embora tenha havido uma contínua campanha das marinhas de vários países europeus e norte-americanos para suprimir a pirataria contra europeus pelos norte africanos, o objetivo específico desta expedição era libertar escravos cristãos e para impedir a prática de escravizar europeus. Para este fim, foi parcialmente bem sucedido como a libertação em Argel de cerca de 3.000 escravos após o bombardeio e assinatura de um tratado contra a escravidão dos europeus. No entanto, o cessar da escravidão não duraria muito tempo.

## Antecedentes
Após o fim do Guerras Napoleônicas em 1815, a Marinha Real Britânica já não precisava dos Estados Bárbaros como fonte de suprimentos para Gibraltar e sua frota no mar Mediterrâneo. Houve considerável pressão política exercida para acabar com a prática de escravizar cristãos pelos Estados Bárbaros.
No início de 1816, Exmouth empreendeu uma missão diplomática, apoiada por uma pequena esquadra de navios para Túnis, Trípoli e Argel para convencer os Deys para interromper a prática e libertar os escravos cristãos. Os Deys de Túnis e Trípoli concordaram sem qualquer resistência, mas o Dey de Argel era mais desobediente e as negociações foram turbulentas. Exmouth acreditava que ele tinha conseguido sucesso ao negociar um tratado para parar a escravidão dos cristãos e voltou para a Inglaterra. No entanto, devido a ordens confusas, as tropas argelinas massacraram 200 pescadores corsos, sicilianos e sardos que estavam sob proteção britânica logo após a assinatura do tratado. Isso causou indignação na Grã-Bretanha e Europa, e as negociações de Exmouth foram vistas como um fracasso.
Como resultado, Exmouth foi enviado ao mar novamente para concluir o trabalho e punir os argelinos. Ele reuniu um esquadrão de cinco navios de linha, um navio (HMS Leander), quatro fragatas (HMS Severn, Glasgow, Granicus e Hebrus), e cinco bombas (HMS Belzebu, Fúria, Hecla e Infernal). Queen Charlotte - 100 armas - foi seu carro-chefe e o Contra-almirante David Milne foi o segundo no comando a bordo do Invencível, 98 armas de fogo. Este esquadrão foi considerado por muitos como uma força insuficiente, mas Exmouth já havia discretamente pesquisado as defesas argelinas: ele estava muito familiarizado com a cidade, e estava ciente de uma fraqueza no campo de fogo das baterias defensivas. Na opinião dele, levar a presença de mais navios de grande porte iria interferir com os outros e não seriam capazes de aumentar o poder de fogo. Além da frota principal, havia quatro corvetas (HMS Heron, Mutine, Cordelia e Britomart), oito barcos armados com foguetes Congreve, e alguns transportes para levar os escravos resgatados.
Na chegada a Gibraltar, um esquadrão de cinco fragatas holandesas (Melampus, Frederica, Dageraad, Diana e Amstel) e uma corveta - liderada pelo vice-almirante Theodorus Frederik van Capellen - se ofereceu para juntar-se a expedição. Exmouth decidiu atribuí-los a cobrir a principal força de baterias de acompanhamento argelinas, porque não havia espaço suficiente no pier para as fragatas holandesas

## Plano de ataque

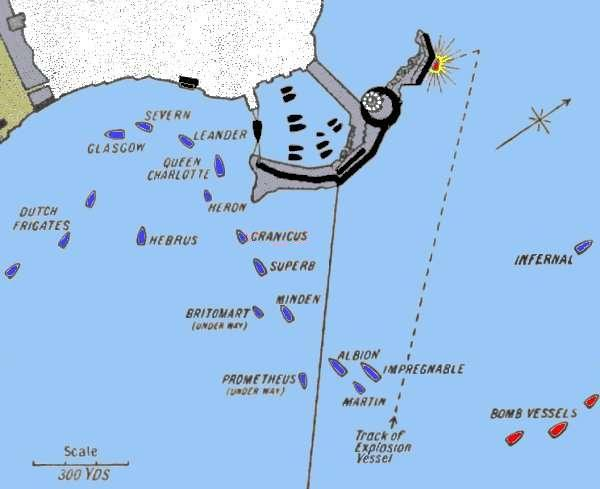
Esboço mostrando as posições da frota durante o bombardeio.

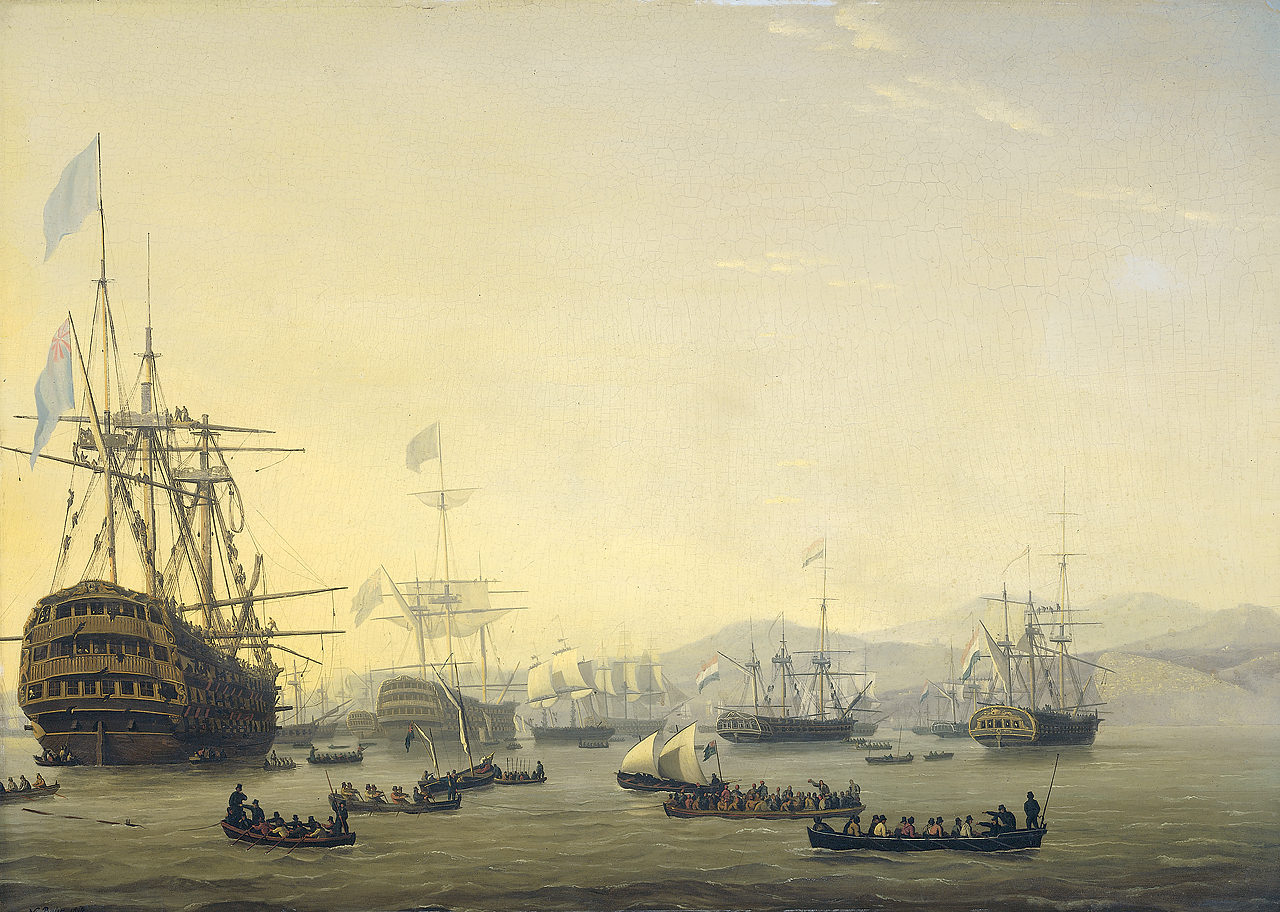
Conselho de guerra a bordo do Queen Charlotte, 1818, Nicolaas Bauer.

No dia anterior ao ataque, a fragata Prometeu chegou e seu capitão, Dashwood, tentou secretamente resgatar o cônsul britânico juntamente com sua esposa e filho. Mas, um integrante do grupo de resgate foi descoberto e preso. O ataque foi descrito pelo cônsul dos EUA.
O plano de ataque foi montado tal que os navios de maior porte fariam a abordagem em coluna. Eles saíram para navegar para a zona onde a maioria dos canhões argelinos não poderia atingir. Em seguida, eles ancoraram e bombardear as baterias e fortificações sobre o pier para destruir as defesas. Simultaneamente, Leander - 50 armas -, era para ancorar ao largo da boca do porto e bombardear o transporte dentro do pier. Para proteger Leander da bateria da costa, duas fragatas - Severn e Glasgow, eram para navegar pela costa e bombardear a bateria.

## Bombardeio

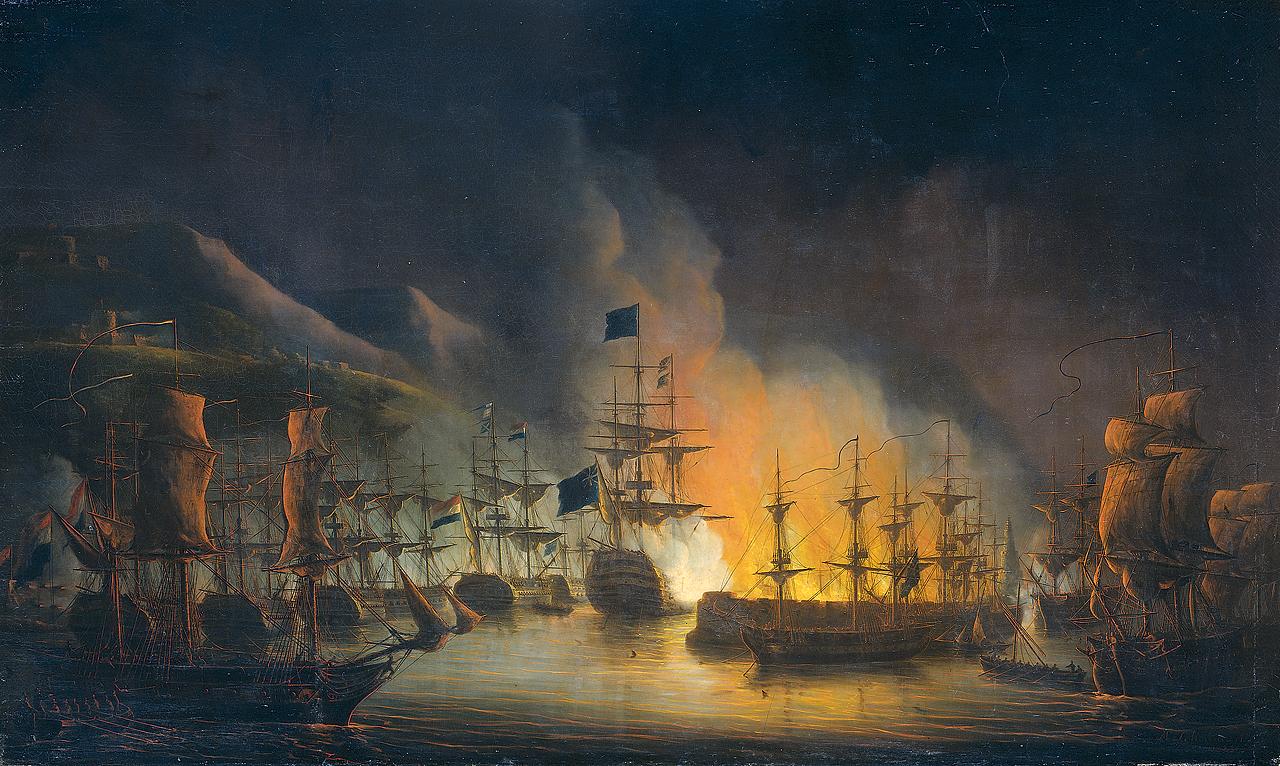
Pintura de Martinus Schouman

Exmouth em Queen Charlotte ancorado aproximadamente 80 yd (73,2 m) fora do pier enfrenta as armas argelinas. No entanto, a maioria dos outros navios, notadamente o Almirante Milne a bordo do HMS Invencível ancorado fora de posição tanto reduzindo a sua eficácia como expondo-os ao fogo impetuoso argelino. Alguns dos outros navios navegaram ultrapassando Invencível e ancorando em posições mais perto do plano.

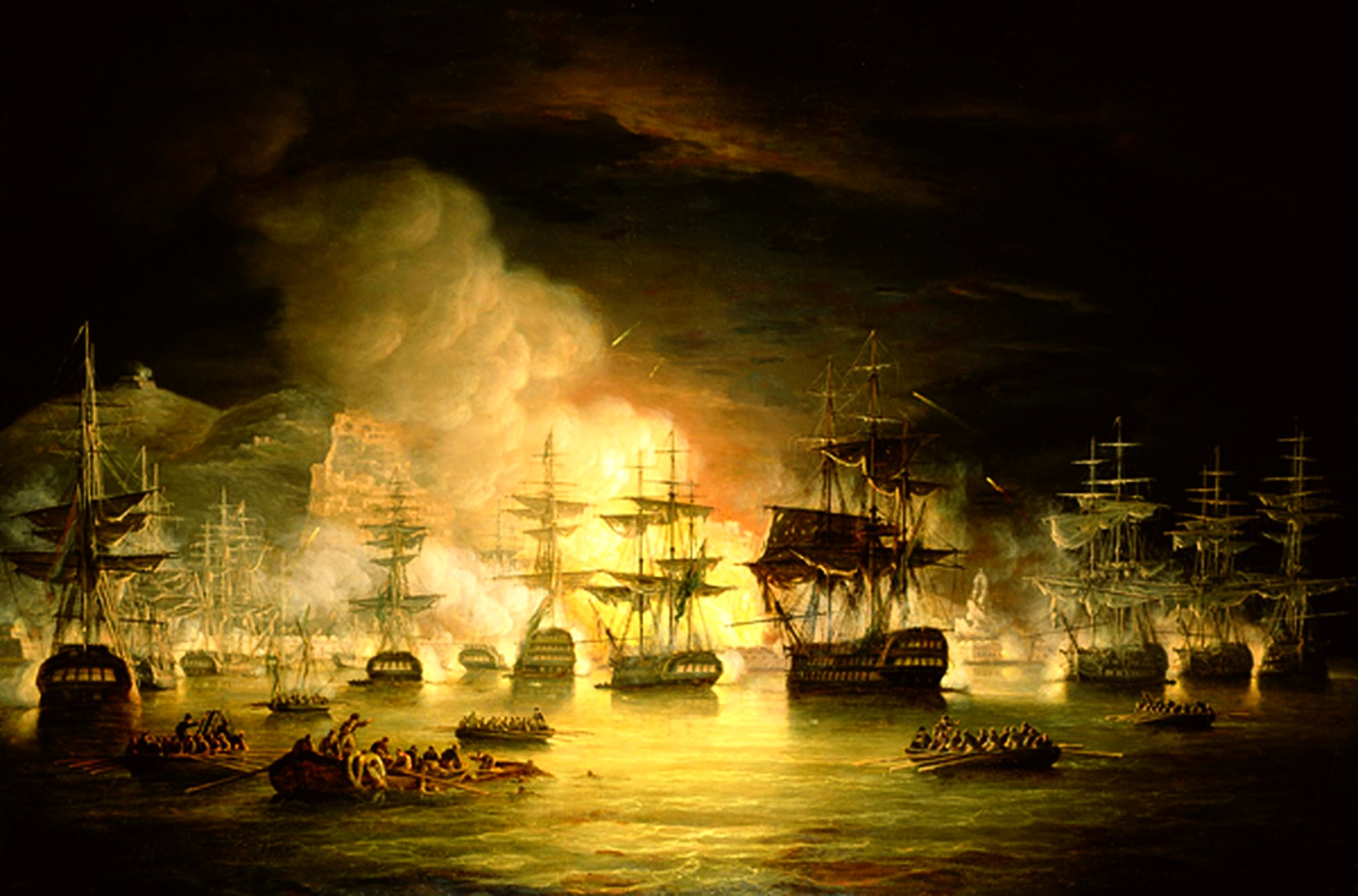
Pintura da ação por Thomas Luny

Nas negociações prévias, tanto Exmouth como o Dey de Argel haviam afirmado que não iriam disparar o primeiro tiro. O plano Dey foi permitir a frota ancorar e depois furtivamente aproximar do porto navios com grande número de homens em pequenos barcos. No entanto, a disciplina argelina não foi eficaz e uma arma argelina foi disparada às 15:15. Exmouth imediatamente começou o bombardeio. A flotilha argelina tentou abordar, mas 33 de seus barcos foram afundados. Depois de uma hora, os canhões do pier foram efetivamente silenciados e Exmouth voltou sua atenção para o transporte no porto que foi destruído às 19:30. Embora a frota também tenha bombardeado a cidade, houve relativamente poucos danos porque a construção das casas fez com que bolas de canhão passassem diretamente pelas paredes, deixando um buraco sem destruí-las.
Às 20:00, Milne pediu que a embarcação com bomba Vesúvio fosse usada contra a bateria que estava atacando seu navio. Porém, o comandante da bomba cometeu um erro de navegação e ela explodiu ineficazmente ao lado da bateria errada.
Apesar disso, as baterias argelinas não eram mais capazes de manter o fogo e às 22:15, Exmouth deu a ordem para a frota para 	
levantar âncora e navegar fora do alcance, deixando HMS Minden para manter os disparos para suprimir qualquer resistência. Às 01:30 da manhã seguinte, a frota estava ancorada fora do alcance argelino, os feridos foram tratados e a tripulação limpou os danos causados pelas armas argelinas. Baixas no lado britânico foram de 16% de mortos ou feridos.

## Resultado
No dia seguinte, ao meio-dia, Exmouth enviou a seguinte carta ao Dey:
"Senhor, por suas atrocidades em Bona sobre cristãos indefesos, e sua desconsideração imprópria das exigências que fiz ontem em nome do príncipe regente da Inglaterra, a frota sob minhas ordens lhe deu um sinal de castigo, com a destruição total de sua marinha, armazém, e arsenal, com metade de suas baterias.

Como a Inglaterra não guerreia com o intuito de destruir cidades, não estou disposto a castigar os moradores inocente do país por causa de suas crueldades pessoais, e eu portanto, ofereço-lhe as mesmas condições de paz que eu te transmiti ontem em nome de meu soberano. Sem a aceitação destes termos, você não terá paz com a Inglaterra."
Ele advertiu que, se eles não foram aceitos, então ele iria continuar a ação. O Dey aceitou os termos, não percebendo que eles eram um blefe, porque a frota já havia disparado toda a sua munição.
Um tratado foi assinado em 24 de setembro de 1816. 1.083 escravos cristãos e o cônsul britânico foram libertados e o dinheiro do resgate pago. Mais de 3.000 escravos no total foram mais tarde libertados.
Depois de algum tempo, os argelinos e outros estados bárbaros renovaram seu pirataria e escravidão, já que obtiveram receita dos resgates para alguns escravos europeus e ganharam mercado para outros.